# Basen Zachodnioaustralijski
Basen Zachodnioaustralijski – basen oceaniczny Oceanu Indyjskiego, położony w jego wschodniej części, ograniczony Grzbietem Wschodnioindyjskim, Grzbietem Zachodnioaustralijskim i Wyspami Kokosowymi, od północnego wschodu łączy się z Basenem Północnoaustralijskim.